# Szücs István (politikus, 1867–1953)
Szücs István, születési nevén Frankl Mózes (Szirák, 1867. július 23. – Budapest, 1953. május 7.) magyar politikus, helyettes államtitkár, Antall József miniszterelnök anyai nagyapja.

## Élete
Frankl Hermann (Károly) korcsmáros és Steiner Katalin gyermekeként született Szirákon. Gyermekkorában katolizált (Frankl István), és a váci piarista gimnáziumban érettségizett. Tanulmányait a budapesti, a bécsi, továbbá a müncheni egyetemen végezte. Görög-latin szakon szerzett bölcsészdoktori oklevelet, ezt követően újságíróként dolgozott.
1894-től a Belügyminisztérium közegészségügyi osztályánál állt alkalmazásban, ezzel párhuzamosan Budapest VII. kerületi (Barcsay utcai) főgimnázium óradíjas tanára volt. 1896-ban a Vallás- és Közoktatásügyi Minisztériumban lett köztisztviselő. 1899. június 14-én Gyónban házasságot kötött Staudinger Jolán Anna Máriával, Staudinger Lipót, tatárszentgyörgyi (Alsó-Essőpuszta) földbirtokos és Pray Flóra lányával. 1901-ben nevét Szücs Istvánra változtatta.
Molnár Viktor államtitkár titkára volt. 1904-ben fogalmazó, 1905-ben segédtitkár, 1909-ben titkár lett. Pestújhely egyik alapítójaként ő eszközölte ki a helyi népiskola államosítását, a templomépítő bizottság, a telepi kaszinó elnöke, a katolikus leány polgári alapítója és első igazgatója volt. 1913-ban az ő kezdeményezésére nyílt meg az első állami óvoda. Tagja volt a megalakuló Pestújhelyi Sport Club választmányának. A munkásgimnázium szervezője, a helyi Vöröskereszt egyik alapítója, ingyenkonyha felállításának kezdeményezője. 1915-ben a község díszpolgára lett, és utcát neveztek el róla. Számos oktatási intézményt hozott létre. A Rákóczi Kollégium és a vele összefüggő főgimnázium alapítója, valamint a Váci Piarista Diákszövetség elnöke volt.
1914-ben minisztériumi osztálytanácsos, 1916 és 1918 között a könyv és nyomtatvány postacsomag cenzúrabizottság elnökeként működött. A tanítóképző, elemi iskolai és óvodai ügyosztályt vezette.
Apponyi Albert minisztersége alatt a miniszter személyi titkára és a sok vihart kavaró Lex Apponyi (1907) egyik kidolgozója volt. Klebelsberg Kuno minisztersége idején a népiskolai oktatásért felelős helyettes államtitkári minőségben több közoktatásügyi törvény és rendelet kidolgozását irányította. Tagja volt a Nemzeti Egység Pártja legitimista csoportjának, a párt jelöltjeként 1926 decemberében a pestkörnyéki kerületben lajstromos szavazás után pótképviselővé választották.
1927. január 14-én helyettes államtitkárrá nevezték ki, az elemi iskolai ügyosztály vezetője lett 1931-ben történt nyugdíjazásáig. A köztisztviselői pályáról történt nyugalomba vonulása után Tamássy József lemondását követően 1928-ban országgyűlési képviselő lett, 1931 és 1935 között megtartotta mandátumát: két ciklusban Pestújhely országgyűlési képviselője. Elnyerte a pápai Szent György-rendet. Elhunyt 1953. május 7-én hunyt el Budapesten, örök nyugalomra 1953. május 11-én helyezték a Rákospalotai temetőben.

## Munkái

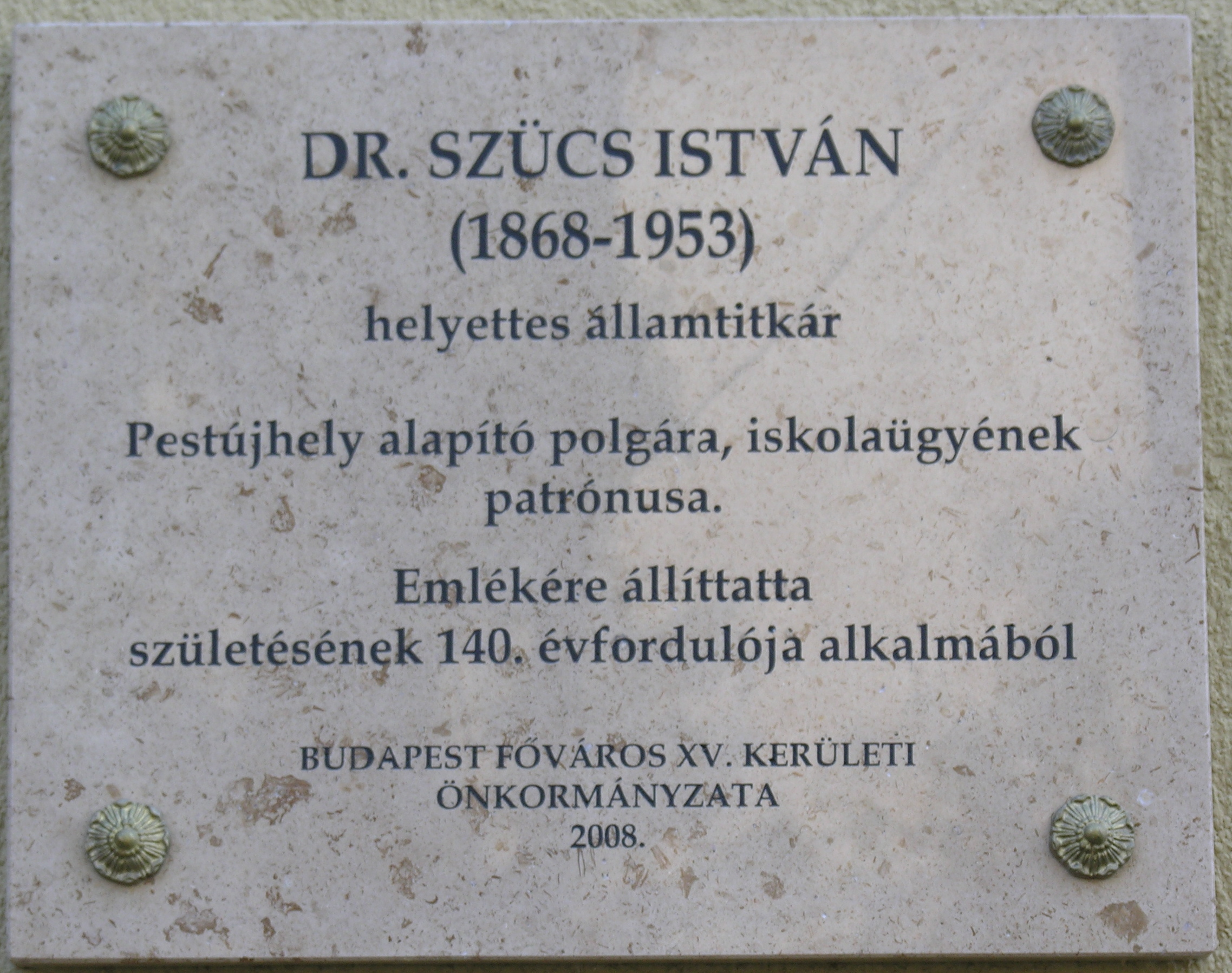
Emléktáblája

- Xenophon Memorabiliáinak pedagogiai jelentősége. H.n., 1894.
- Das Sanitaetswesen in Ungarn. H.n., 1896. (franciául is: L'higiène en Hongrie. H.n., 1896)